# Reiner Plaßhenrich
Reiner Plaßhenrich (* 12. Dezember 1976 in Paderborn) ist ein ehemaliger deutscher Fußballspieler und heutiger Jugendtrainer.

## Spieler
In seiner Jugend spielte er für den FC Hövelriege und den FC Stukenbrock, bevor er sich 1997 dem SC Verl anschloss. 2001 wechselte er zur SpVgg Greuther Fürth, wo der Westfale aber nur zu fünf Einsätzen kam, beim Regionalligisten SC Paderborn 07, an den er kurz darauf ausgeliehen wurde, machte er gar kein einziges Pflichtspiel, da er sich in seinem ersten Testspiel gegen Borussia Fulda einen Kreuzbandriss zuzog.
2002 heuerte er beim VfB Lübeck an. Unter Dieter Hecking, der bereits in Verl sein Trainer war, wurde er in Lübeck Stammspieler. In zwei Jahren absolvierte er 58 Spiele (drei Tore) für die Norddeutschen. Zwei Jahre später folgte er seinem Trainer zu Alemannia Aachen, wo er ebenfalls zum Stammspieler wurde. 2005/06 gelang ihm mit dem Verein der Aufstieg in die 1. Bundesliga und mit der Beförderung in die höchste Spielklasse wurde er auch zum Mannschaftskapitän befördert. Im Dezember 2006 warf ihn eine Knieverletzung zurück. Durch nachfolgende Komplikationen kam er in der Rückrunde nur zu vier Spielen. Am Ende der Saison 2006/07 stand der Wiederabstieg der Aachener in die 2. Liga.
Nach weiteren Verletzungen, die es dem TSV ganz überwiegend unmöglich machten, seinen Kapitän einzusetzen, übernahm Plaßhenrich zur Saison 2009/10 zusätzlich das Co-Trainer-Amt bei den U-19-Junioren der Alemannia, die in der A-Jugend Bundesliga spielten. In den letzten Spielen der Spielzeit wurde er deren Cheftrainer und blieb es zur folgenden Spielzeit.
Nach insgesamt sechs Knieoperationen, darunter zwei Knorpeltransplantationen, beendete er mit der Spielzeit 2009/2010 seine Karriere. Er wurde am 9. Mai 2010 zum Saisonabschluss gegen den MSV Duisburg noch einmal in der 86. Minute eingewechselt und dann offiziell verabschiedet.
Mit Aachen war er in der Saison 2004/05 auch im UEFA-Pokal aktiv und kam bei sieben von acht Partien der Alemannia zum Einsatz. Im ersten Spiel gelang ihm gegen den isländischen Vertreter FH Hafnarfjörður das Tor zum 5:1-Endstand. Reiner Plaßhenrich bestritt in seiner Karriere 18 Bundesligaspiele (drei Tore) und 137 Zweitligaspiele (acht Tore).

## Trainer
Zur Saison 2013/2014 wurde Plaßhenrich an der Seite von Peter Schubert Co-Trainer der ersten Mannschaft von Alemannia Aachen in der Regionalliga West. In der Saison 2023/24 übernahm er  interimsweise das Amt des Cheftrainers der ersten Mannschaft des Regionalligisten, nachdem Helge Hohl nach dem vierten Spieltag von der Alemannia freigestellt worden war.